# Таранаки (иви)
Таранаки (Тутуру) — одно из иви маори в Новой Зеландии.
Иви Таранаки было важной частью Первой и Второй таранакской войны. По меньшей мере 13 представителей Таранаки погибли во время Первой войны, в основном при защите Вайреки 28 марта 1860 года. Среди них были: Паору Кукутаи (вождь хапу Патукаи) и Паратене те Копара (вождь Нга Маханга а Таири).

## СМИ
Веллингтонская панплеменная маорийская радиостанция Те Упоко О Те Ика связана с иви с 2014 г. Она начала вещание на неполный рабочий день в 1983 г., а на полный — в 1987 г. и является самой долго действующей маорийской радиостанцией в Новой Зеландии.
Радиостанция Те Коримако О Таранаки связана с Таранаки и другими местными иви, включая Нгати Тама, Те Ати Ава, Нгати Мару, Нгаруахине, Нгати Мутунга, Нгати Руануи и Нгаа Рауру Каатахи. Она начала вещание в кампусе Политехнического института Белл Блока в 1992 году, а в 1993 году переехала в кампус Spotswood. Её можно услышать на частоте 94,8 FM по всему Таранаки.